# SENIT
SENIT (フランス語: Systeme d¨Exploitation Navale des Informations Tactiques)は、フランス海軍の使用する戦術情報処理装置。

## 概要

### 第一世代
SENIT 1
もっとも初期のSENITの開発は、アメリカの海軍戦術情報システム（NTDS）に対応して1963年より開始され、米UNIVAC社の支援のもと、海軍プログラム業務隊（CPM: Centre de Programmation de la Marine）によって行われた。
このことから、初期のSENITは、多くの面でアメリカのNTDSの影響を受けていたが、武器管制機能を統合しているという点でNTDSとは異なり、日本のOYQシリーズに近いアプローチを採用しているが、日本のOYQシリーズの武器管制機能がアメリカのWDS（武器管制システム）から導入されていることを勘案すると、むしろイギリスのADAWSに近いとも言える。最初のSENITシリーズであるSENIT 1はAN/USQ-20を使用したシステムで、シュフラン級駆逐艦に搭載されて1967年7月より就役した。
SENIT 2
NTDSと同じくCP-642コンピュータおよびUYA-4コンソールを使用しており、また開発は西ドイツと共同で行われたが、西ドイツのSATIRとの関連はない。シュルクーフ級駆逐艦に搭載されたが、防空強化改装型（ケルサン級）では、コンピューター3基を使用するように改装されたほか、射撃指揮装置をデジタル式に転換している。また、クレマンソー級航空母艦にも搭載されたほか、1969年からの改修でデュプレ級駆逐艦、1989年より行われた改装でシュフラン級にも搭載された。シュフラン級の搭載システムは10基のコンソールを有し、128の目標を扱うことができた。
SENIT 3
UNIVAC-1230コンピュータを採用した改良型で、トゥールヴィル級駆逐艦に搭載された。10基の戦術コンソールとPLAD自動作図台を有し、128の目標を扱うことができる。

### 第二世代
SENIT 4
フランス国産のハードウェアに切り替えた型で、ジョルジュ・レイグ級駆逐艦に搭載された。フランス製 IRIS 55M (P2MS) コンピュータを使用し、コンソールには16インチCRTディスプレイが採用されている。7基のコンソールは、それぞれ130の目標を表示することができる。また、システムには2基のE8000自動作図台が含まれる。
SENIT 5
1970年代初頭より、6000トンから2000トン級のフリゲート向けとして開発されていたが、開発は中止された。のちに、輸出用のTAVITACシリーズに発展した。
SENIT 6
カサール級駆逐艦に搭載されたシステムで、複数コンピュータによるネットワーク化システムとなっており、6基の15M/125X小型コンピュータが1メガビット毎秒のネットワークで接続されている。1基は予備として維持されており、また、のちにはリンク 16を維持するためにさらに1基が追加された。中核となる6基は、それぞれ目標情報の管理、センサー情報の処理、目標の脅威度評価、広域防空、電子戦、およびリンク 11に使用される。それぞれのサブシステムには、さらに数基の15M05Eコンピュータが付属している。合計で400の目標を扱うことができ、目標情報の管理を行なうコンピュータには11基の1人用コンソールと1基の2人用コンソール、さらに2基のE8000自動作図台が接続されている。E8000自動作図台は対潜作戦に使用される。なお、アトランティック2対潜哨戒機は、SENIT 6の派生型を搭載している。
SENIT 7
TAVITAC 2000のフランス海軍呼称で、ラファイエット級フリゲートに搭載された。

### 第三世代
SENIT 8
オープンアーキテクチャ化されたシステムで、原子力空母「シャルル・ド・ゴール」およびフォルバン級駆逐艦に搭載された。シャルル・ド・ゴール搭載のシステムは、ヒューレット・パッカード社製 PA-RISCコンピュータ 8基をメイン・コンピュータとし、2基ずつがキャビネット（計4基）に収容されて、それぞれは2重の冗長性をもったイーサネットによって連接されている。4基のキャビネットはそれぞれ指揮統制、センサー管理、武器管理、戦術データ・リンクを担当する。ソフトウェアは、100万行がAda、40万行がC++で書かれている。コンソールは処理装置間のデータバスに接続されているほか、それぞれの処理装置は独立したバスによってもコンソールと接続されている。空母搭載のものは24基のCSEE-ディフェンス・カリスト・ワークステーション（15基はデュアル・スクリーン、9基はシングル・スクリーン）と10基のコンソール（指揮官や戦術調整士官用）が使用されているほか、魚雷防御用のSLATを管制するために25基目のワークステーションを導入する余地がある。このワークステーションは、アメリカのAN/UYQ-70にほぼ匹敵する。
SENIT 9
ミストラル級強襲揚陸艦に搭載されたシステムである。